# 德國桶

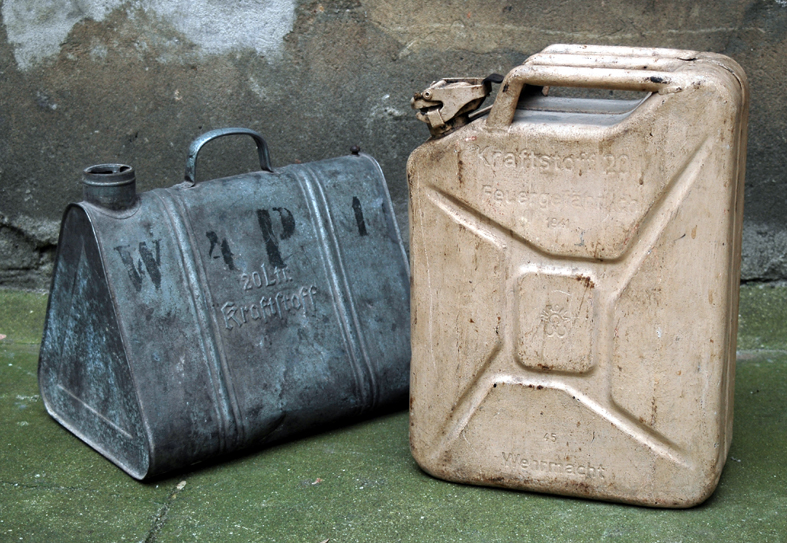
德國20公升油桶，
左：早先版本， 右: Wehrmacht-Einheitskanister of 1941, 製造商: Nirona

德國桶（Jerry can）也称便携油桶、便携式油桶，是一種堅固耐用的方形汽油桶，早期由衝壓鋼板制成，常外掛於軍用車輛上。德國桶是德國在1930年代為軍事用途而設計的20公升標準油桶，它与此前的油桶相比設計進步了，在操作時可以省去許多工具的需求，特殊的把手設計也大幅提高了人力運送時的方便性，因此在二戰時就開始被英美等國大量仿製。時至今日，相似的設計已經被廣泛應用到各種大小的水桶和油桶上，也會依照用途改用鋁或者塑膠等关于材料製作。

## 歷史
第二次世界大戰時期，同盟國曾對德國桶進行逆向工程，並稍作修改後推出類似產品而廣為人知。德國桶的名字來自於德國的戰時俚語，Jerry代表德國人（取自Germany）。

## 設計
油桶通常橫截面呈圓角矩形，並配有提把。大多數油桶有三個提把，一個人可以攜帶兩個油桶，也方便多人一起搬運。
這些罐子最初是用作燃料容器的，但現在用途更加廣泛。可以透過罐體顏色、貼上標籤，以及偶爾在容器上印製標籤來表明用途。這是為了防止罐內燃料因混合不同燃料或與水混合而受到污染。
美國版的油桶符合軍用規範 MIL-C-1283 F ，據目前的製造商 Blitz 稱，自 20 世紀 40 年代初以來，多家美國製造商就開始生產該版本油桶。其國家庫存編號為 7240-00-222-3088。根據新的 AA-59592 B 規範，該版本油桶已被淘汰，並被高密度聚乙烯版本取代。

## 現代用途
德國設計的油桶至今仍是北約國家軍隊中燃料和其他液體的標準容器。
芬蘭設計師埃羅·里斯拉基（Eero Rislakki）於1970年設計了一款塑膠油桶，其頂部手柄後方有一個小型可旋入的塞子，用於讓空氣流入，確保燃油順暢流出。

## 外部連結
- . Olive-Drab. （原始内容存档于2021-07-09）.
- . WeCoWi. （原始内容存档于27 December 2008） （德语）.
- Noe, Rain. . Core77. 4 November 2010.